# Публій Корнелій Малугінен (військовий трибун з консульською владою 404 року до н. е.)
Пу́блій Корне́лій Малугіне́н (лат. Publius Cornelius Maluginensis; ? — після 404 до н. е.) — політичний та військовий діяч часів Римської республіки, військовий трибун з консульською владою 404 року до н. е.

## Життєпис
Походив з патриціанського роду Корнеліїв. Син Марка Корнелія Малугінена та онук Марка Корнелія Малугінена, втім якого само достеменно невідомо: децемвіра 450—449 років до н. е., що є доволі сумнівним, або консула 436 року до н. е., що є більш правдоподібним.
У 404 році до н. е. разом з Гаєм Валерієм Потітом Волузом, Гнеєм Корнелієм Коссом, Манієм Сергієм Фіденатом, Спурієм Навцієм Рутілом, Цезоном Фабієм Амбустом його було обрано трибуном з консульською владою.
Разом з колегами брав участь у війні проти герніків, яким було завдано поразки у битвах при Ферентіні, а їхнім союзникам вольскам — при Екетрі. Згодом римляни захопили місто останніх — Артену. Водночас інша частина римського війська продовжувала війну проти етруського міста-держави Вейї. Згодом було засновано римську колонію у Веллетрі. В яких саме кампаніях брав участь Малугінен — відсутні відомості.
Про подальшу долю Публія Корнелія Малугінена згадок немає.

## Родина
- Публій Корнелій Малугінен, військовий трибун з консульською владою 397 року до н.е., консул 394 року до н. е.
- Сервій Корнелій Малугінен, військовий трибун з консульською владою 386 та 368 років до н. е.
- Марк Корнелій Малугінен, військовий трибун з консульською владою у 369 та 367 роках до н. е.